# NGC 6540
NGC 6540 est un petit amas globulaire situé dans la constellation du Sagittaire à environ 17 285 a.l. (5,3 kpc) du Soleil et à 9 130 a.l. (2,8 kpc) du centre de la Voie lactée. Il a été découvert par l'astronome germano-britannique William Herschel en 1784.

## NGC 6540, un amas ouvert ou un amas globulaire?

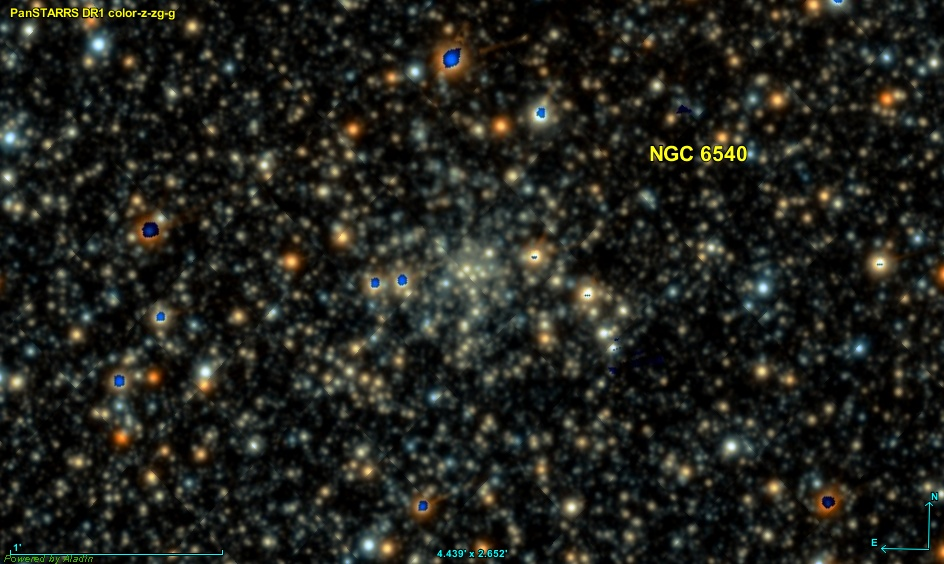
NGC 6450, un petit groupe d'étoiles un peu plus brillantes et entourées par la multitude d'étoiles de la Voie lactée.

Cet amas a l'apparence d'un petit groupe d'étoiles un peu plus brillantes et entourées par la multitude d'étoiles de la Voie lactée. Jusqu'en 1987, il a été classé à tort comme un amas ouvert, d'où la désignation OCL qui subsiste encore en certains endroits. C'est l'astrophysicien Stanislav George Djorgovski qui a établi en 1987 qu'il s'agissait d'un amas globulaire.

## Caractéristiques

### Distance et vitesse
Selon les mesures les plus récentes réalisées par le satellite Gaia, la vitesse radiale héliocentrique de cet amas est égale à −17,98 ± 0,84 km/s. Harris indique une vitesse semblable, soit −17,7 ± 1,4 km/s.

### Métallicité, masse et âge
Selon une étude publiée en 2011 par J. Boyles et ses collègues, la métallicité de l'amas globulaire NGC 6540 est égale à -1,35 et sa masse est égale à 36 400 {\displaystyle M_{\odot }}. Dans cette même étude, la distance de l'amas est aussi estimée à environ 5,3 kpc (∼17 300 al). La base de données Simbad indique deux valeurs de la métallicité : -1,29 et -1,01. L'étude publiée par Santos et ses collègues indique une métallicité de -1,2[réf. à confirmer].
Une métallicité comprise entre -1,35 et -1,01 signifie que la concentration en fer de NGC 6540 est comprise entre à 4,5% et 9,8% de celle du Soleil. Après le Big Bang, l'Univers étant surtout composé d'hydrogène et d'hélium, la métallicité était pratiquement nulle. L'univers s'est progressivement enrichi en métaux (éléments plus lourds que l'hélium) grâce à la synthèse de ceux-ci dans le cœur des étoiles. La métallicité des amas du halo de la Voie lactée varie d'un centième à un dixième de la métallicité solaire, ce qui signifie que ces amas se décomposent en deux sous-groupes, les relativement jeunes et les vieux . Selon sa métallicité, NGC 6540 serait donc un amas relativement riche en métaux. Son âge est estimée à 12,7 milliards d'années par Santos.